# Igreja de São Jorge (Juiz de Fora)

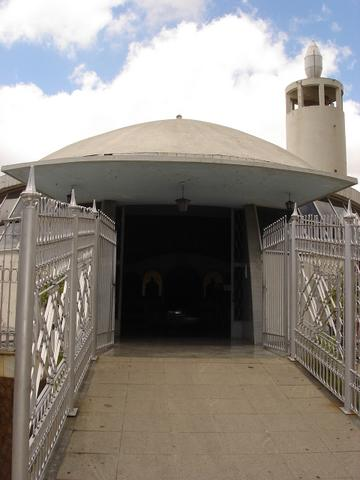
Visão externa da Igreja de S. Jorge

A Paróquia Melquita Católica de São Jorge é uma igreja localizada no bairro Santa Helena da cidade de Juiz de Fora. Foi fundada em 1958 pelos sírios praticantes do Rito Bizantino que chegaram na cidade junto com as imigrações de outros árabes para o local no fim do século XIX e início do XX. A primeira missa foi realizada em 1965, quando a construção ficou pronta. Ainda hoje é frequentada pela colônia árabe.

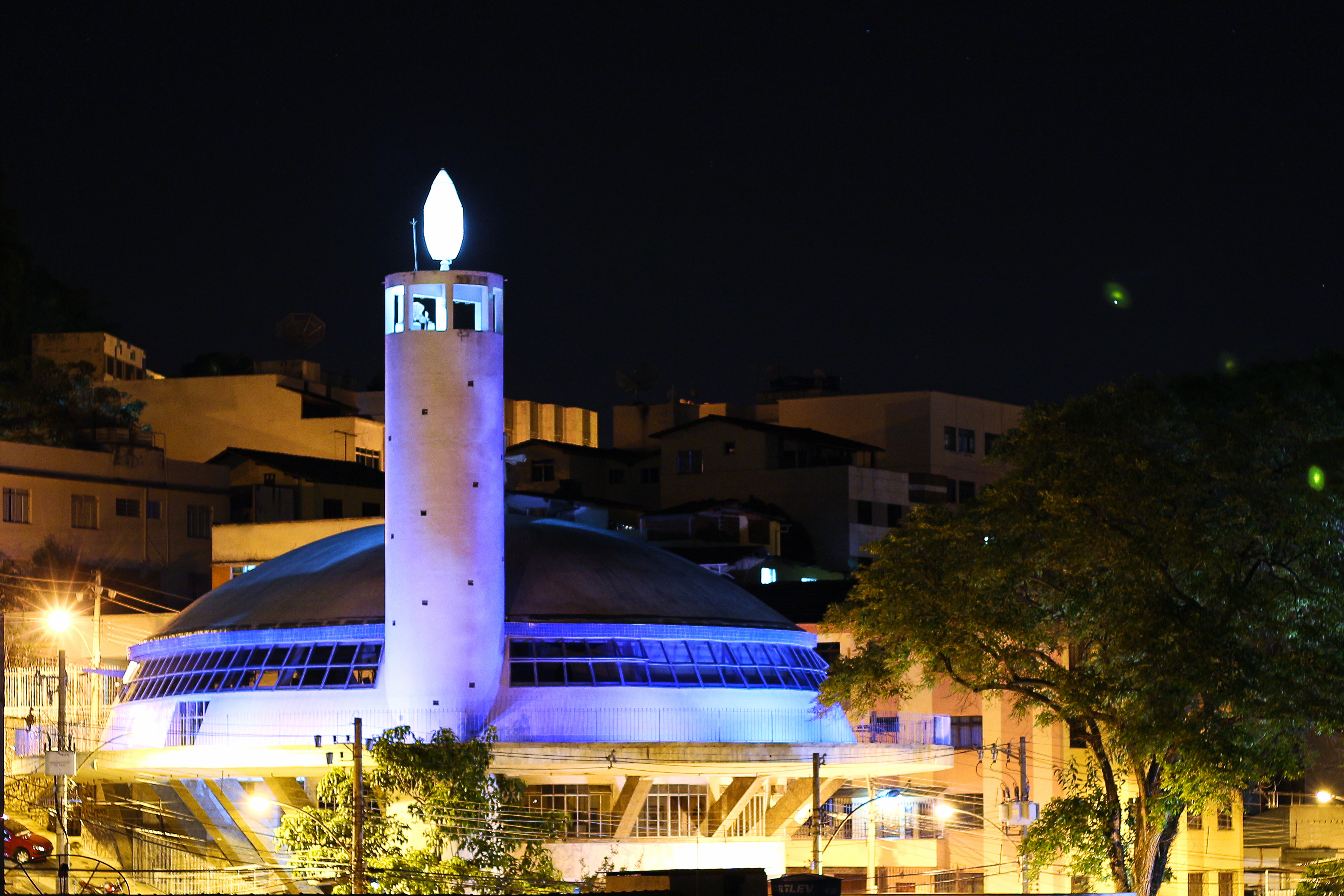
Igreja Melquita à noite

## Sociedade Beneficente
A Sociedade Beneficente Melquita de São Jorge foi fundada em 1957 pelos sírios praticantes do Rito Bizantino que chegaram na cidade junto com as imigrações de outros árabes para o local no fim do século XIX e início do XX. É composta por mulheres que ainda hoje se reúnem uma vez por semana para rezarem e cantarem em árabe. A sociedade possui fins filantrópicos e organiza, no dia de São Jorge, uma festa com barraquinhas e comidas típicas árabes nas ruas próximas à Igreja Melquita, convertendo a renda para obras sociais.